# Taiping (socken i Kina, Heilongjiang, lat 48,45, long 125,87)
Taiping (kinesiska: 太平, 太平乡) är en socken i Kina. Den ligger i provinsen Heilongjiang, i den nordöstra delen av landet, omkring 300 kilometer norr om provinshuvudstaden Harbin.
Genomsnittlig årsnederbörd är 849 millimeter. Den regnigaste månaden är juli, med i genomsnitt 294 mm nederbörd, och den torraste är januari, med 9 mm nederbörd.